# 吳欣岱
吳欣岱（1987年7月1日—），臺灣政治人物，台灣外科醫學會專科醫師、台灣胸腔及心臟血管外科學會專科醫師、台灣血管外科學會專科醫師，台灣基進黨籍，現任台灣基進秘書長、台灣基進性別發展部主任、台灣基進臺北黨部主任委員。

## 生涯
吳欣岱出生於桃園市，畢業於國立陽明大學醫學系，曾任衛生福利部台中醫院住院醫師、衛生福利部屏東醫院主治醫師、豐原醫院不分科住院醫師、台中醫院外科住院醫師、台中榮總代訓住院醫師總醫師、高雄醫學大學附設醫院代訓總醫師、博診所靜脈曲張治療專家、康寧醫院心血管外科醫師，專長為血管外科、動靜脈管手術、洗腎導管手術、靜脈曲張診斷及治療傷照護、傷口照護。吳欣岱參加台灣基進活動後，因認同台灣基進的理念而入黨。

### 專長
- 動靜脈管手術
- 洗腎導管手術
- 靜脈曲張診斷及治療傷照護
- 心臟手術術後照護

### 2020年參選立法委員
吳欣岱在2020年的選舉中被台灣基進提名為全國不分區立法委員第三位。吳欣岱宣稱在她過去執業看診的過程中感受到台灣人溫柔及有人情味，但也因此特別擅長忍耐，但有些時候，台灣人不能一味的忍耐，現在想侵略台灣的中華人民共和國是一個可能會強摘器官、會需要孩子們在街上丟汽油彈反抗暴政的國家，所以她為了她的孩子，無論如何都要站出來。競選期間曾質疑柯文哲歧視女性、國家主權立場搖擺，批評政治人物抱小孩文化，後來台灣基進政黨票得票未達門檻，因此未獲得任何不分區立法委員配額。

### 2022年參選台北市議員
2022年6月，吳欣岱正式接受台灣基進提名，參選年底台北市第2選區（內湖區、南港區）市議員，並批評台北市市長柯文哲，上任8年來「改變從未發生」，讓台北市成為防疫破口，令市民承擔慘痛代價，甚至牽連其他城市，使她深深感受到防疫需要全國一心，市政的監督也攸關全國的命運。選舉結果獲得1萬186票，未能當選。

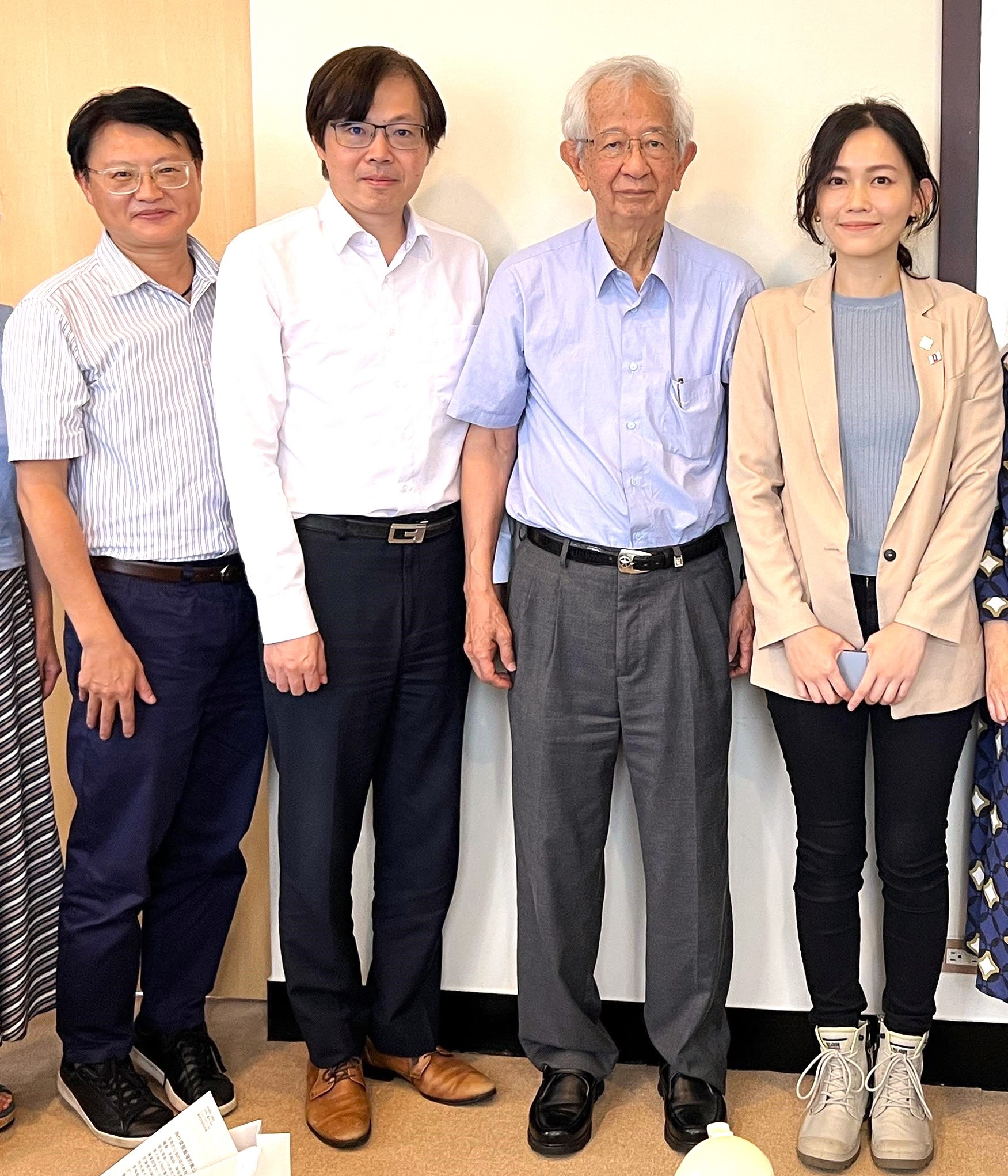
由左至右：陳奕齊、王興煥、李遠哲、吳欣岱

### 2024年參選立法委員
2023年2月21日，吳欣岱宣布將競逐2024南港、內湖區域立委選舉，落選。

## 選舉紀錄
| 年度 | 選舉屆數               | 選舉區                                 | 所屬政黨 | 得票數  | 得票率 | 當選標記 | 備註 |
| ---- | ---------------------- | -------------------------------------- | -------- | ------- | ------ | -------- | ---- |
| 2020 | 第十屆立法委員選舉     | 全國不分區及僑居國外國民立法委員選舉區 | 台灣基進 | 447,286 | 3.16%  |          |      |
| 2022 | 第十四屆臺北市議員選舉 | 臺北市第二選舉區                       | 台灣基進 | 10,186  | 4.94%  |          |      |
| 2024 | 第十一屆立法委員選舉   | 臺北市第四選舉區                       | 台灣基進 | 26,382  | 11.15% |          |      |

## 主持

### 廣播節目
| 頻道       | 播出年份       | 節目名稱   |
| ---------- | -------------- | ---------- |
| 寶島聯播網 | 2024年7月5日～ | 寶島談心室 |

## 相關爭議

### 李彥秀美國房產爭議
據報載，吳欣岱於民國114年2月9日在臉書貼出多張圖片，質疑李彥秀特地將大可頌從台灣帶往美國擺拍，卻因錯誤爆料和指證，反被藍營倒打一耙。國民黨發言人楊智伃痛批吳欣岱，未經查證便隨意指控，形同惡意造謠，應公開道歉，並反諷「想選立委失心瘋？」

### 吳欣岱北市路口宣講遭舉牌
據報載，吳欣岱於民國114年4月22日表示，她在北市路口和平宣講罷免藍委，竟遭警方舉牌，認為蔣市府壓迫公民活動恐為歷來最兇；警方說，其未申請集會核准且擴音宣講，才舉牌勸導。

### 服務處側懸式招牌相關爭議
吳欣岱於民國114年7月24日在臉書發文表示「剛剛看到 港湖除銹 罷免李彥秀的看板被刁難，其實我們服務處也收到了類似的公文。我們服務處最一開始就開放全日收取全區罷免連署，標語、旗幟，早已被惡意針對了不只一次。這是中國國民黨全面發動的行政追殺。從蔣萬安要求有別於以往集會遊行法的規定開始，中國國民黨的態度就是要用全面的行政權力取阻擋罷免行動的宣傳了。人民的聲音不會因為當權者的打壓而消失，只會用更有創意的方式傳播開來，李彥秀你等著看吧。」但事實上，檢舉人從出生至今(民國114年7月25日)皆非中國國民黨黨員，非常可能是臺北市建管處的基層承辦人員依規定受理民眾陳請檢舉。

## 外部連結
- 吳欣岱的Facebook專頁
- 吳欣岱的Instagram帳戶
- YouTube上的吳欣岱頻道 （页面存档备份，存于）
- 博診所吳欣岱醫師 （页面存档备份，存于）